# بيتر شراير
بيتر شراير (بالألمانية: Peter Schreyer)‏ (مواليد عام 1953 في بلدة ريتشنهال في ألمانيا) هو مصمم سيارات المانى الجنسية يشغل حالياً منصب كبير مصممى شركة كيا. عمل سابقاً في شركة أودي . أنضم إلى شركة اودى في عام 1978 وهو لايزال طالب إلى أن صمم في 1994 سيارتها أودي تي تي التي ترك بها علامة لاتنسى ولاتزال تميز موديلات أودي عن باقى السيارات. في 2002 انضم لفريق مصممى فولكس لعامين، إلا أن كيا نجحت في استقطابة ليعمل لصالحها وليشغل منصباً أكبر في مركزها للتصميمات التي أنشأته في ألمانيا وحالياً يعمل كرئيس لقسم التصميم لشركة هيونداي - كيا . في عام 1999 نال جائزة أفضل فريق مصممين في أودي للعام، وفي عام حاز على جائزة الدولة في التصميم من الحكومة الألمانية.

## تصميماته

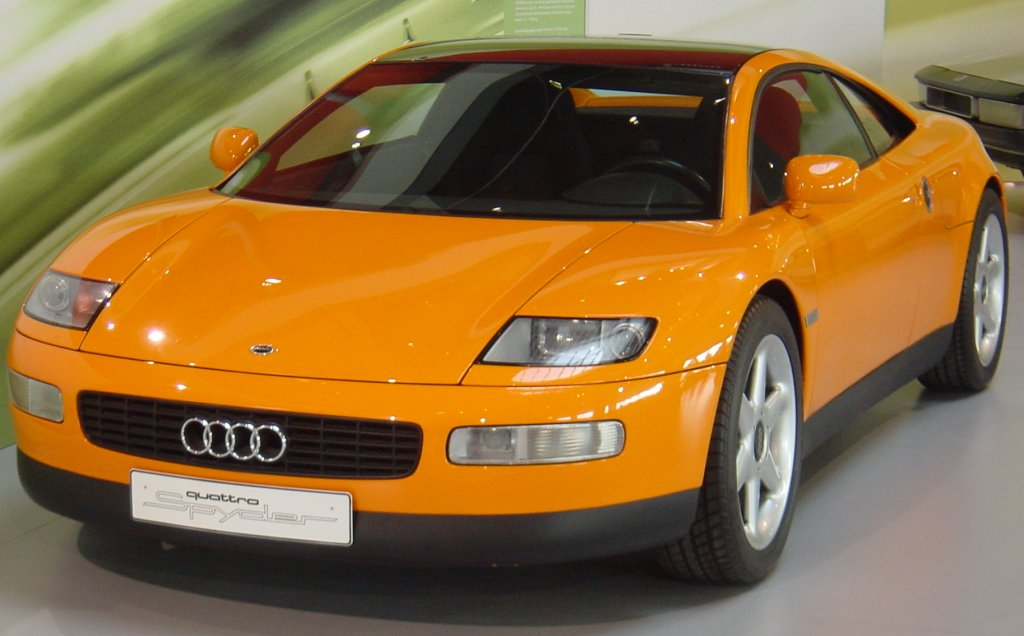
Konzeptstudie „Audi quattro spyder“ von 1991
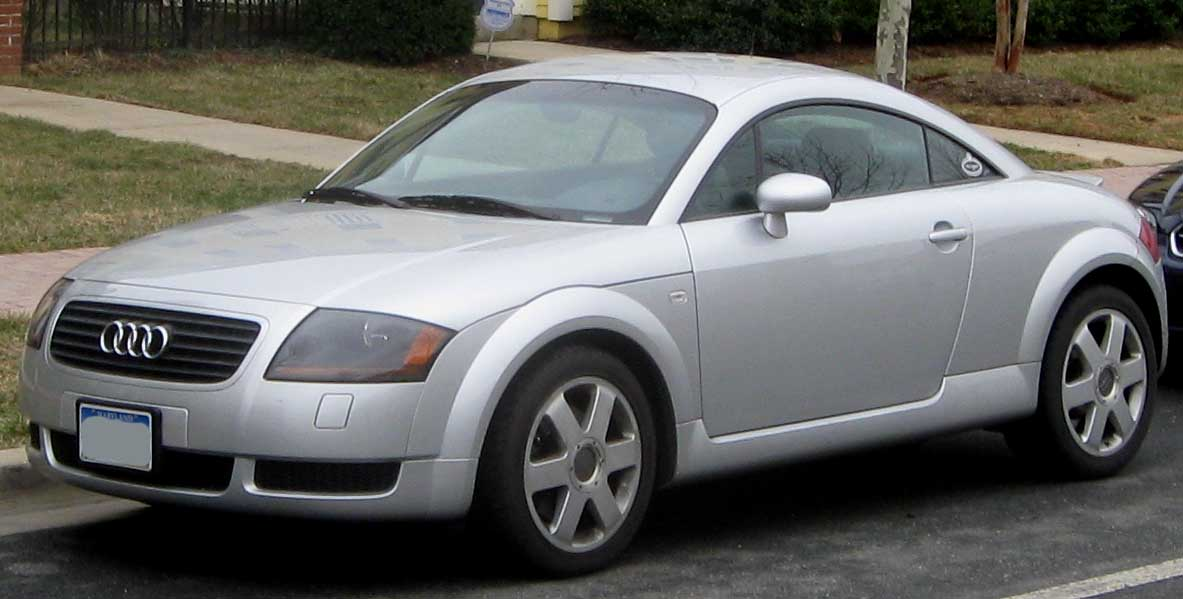
Erste Generation des „Audi TT“ ab 1998
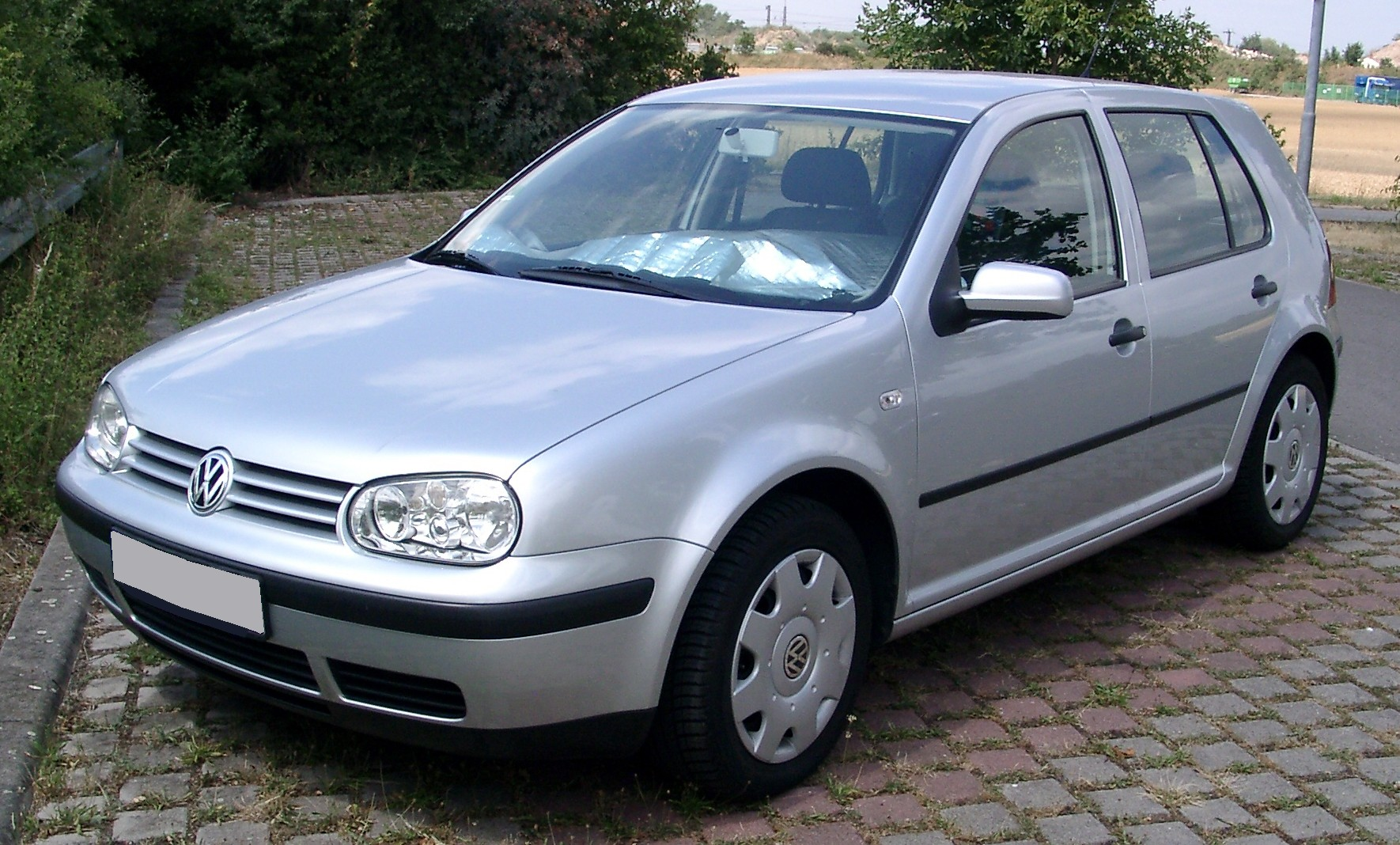
„VW Golf IV“ (1997)
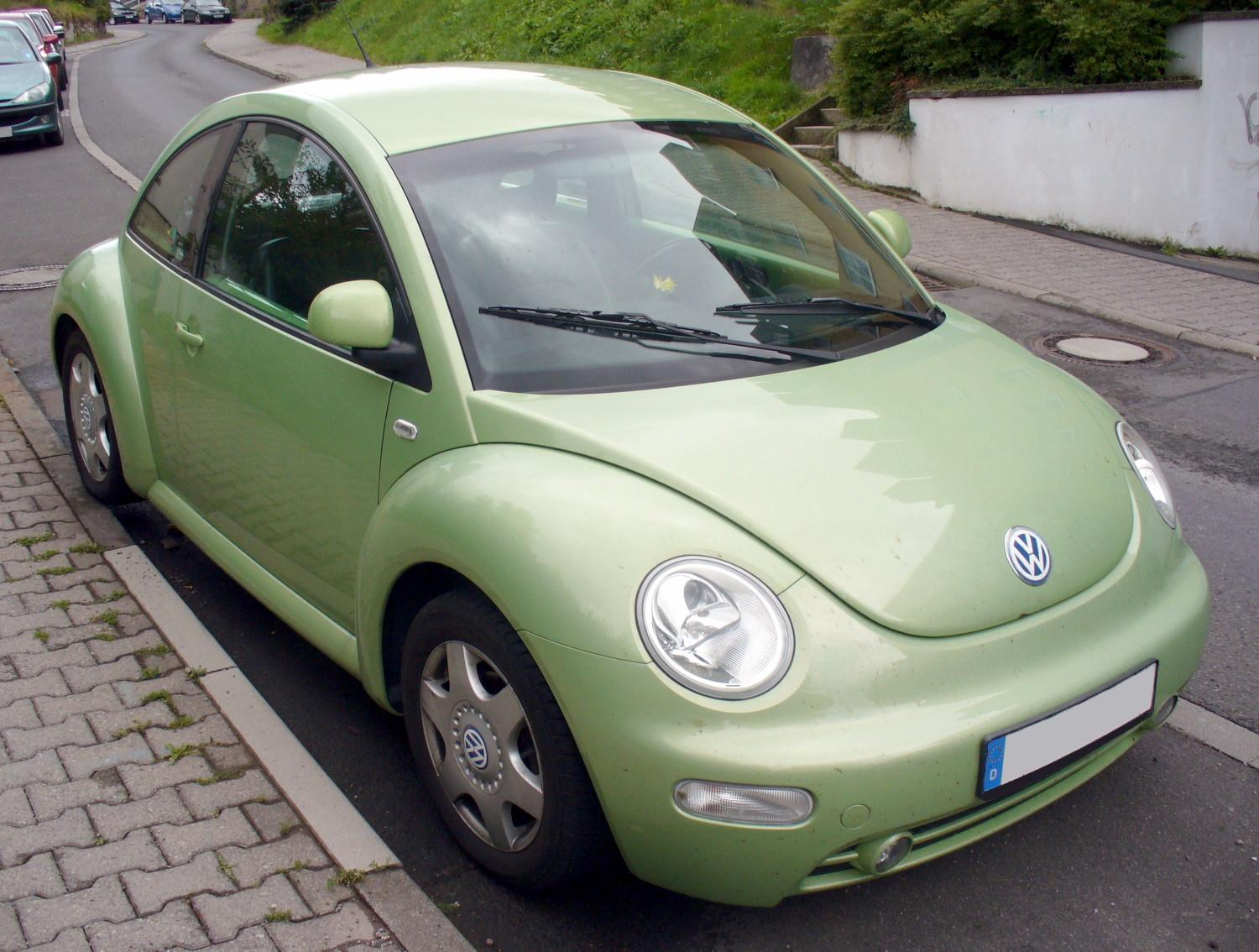
1999er Modell des „New Beetle“
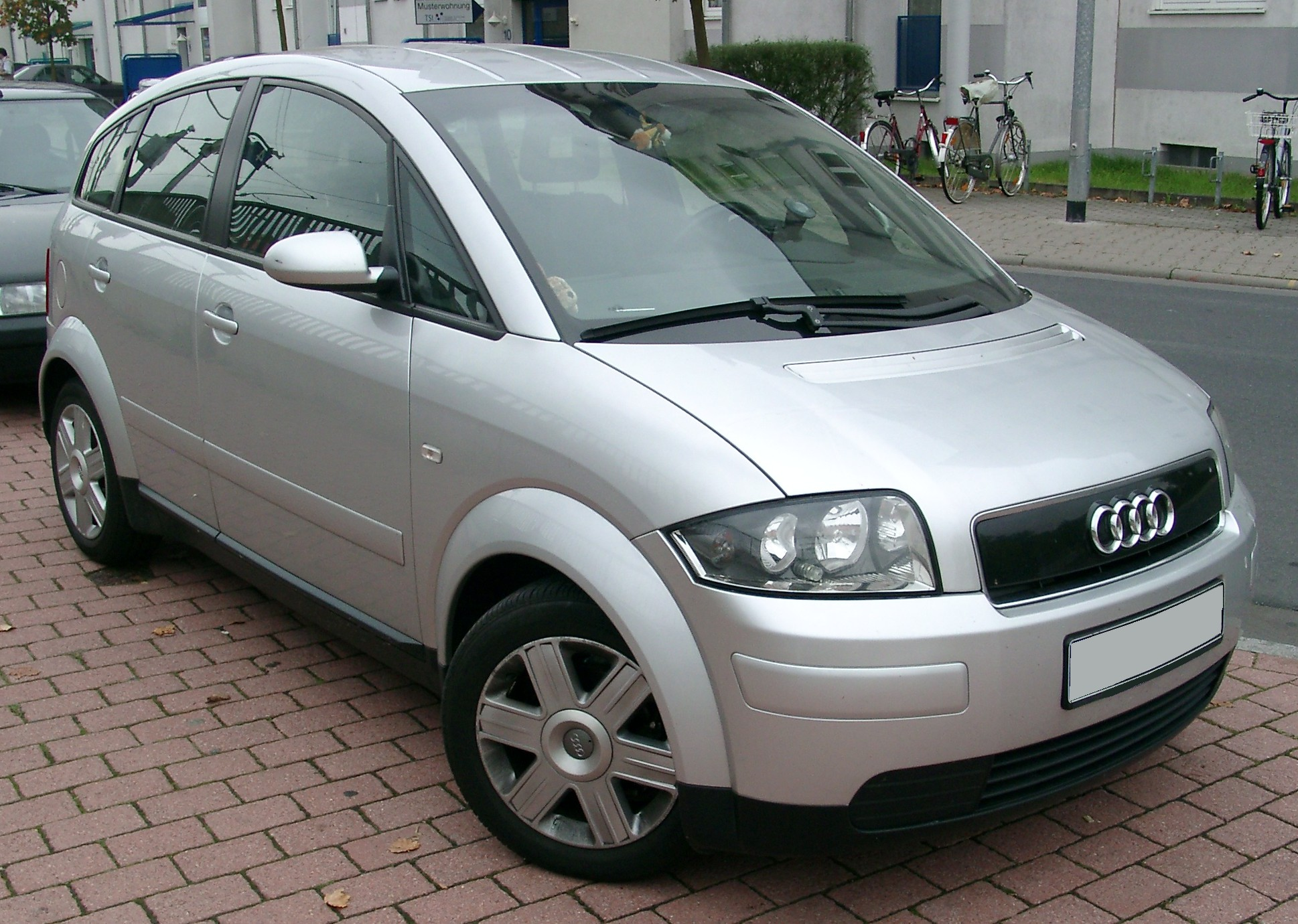
Der preisgekrönte „Audi A2“ (1999-2005)
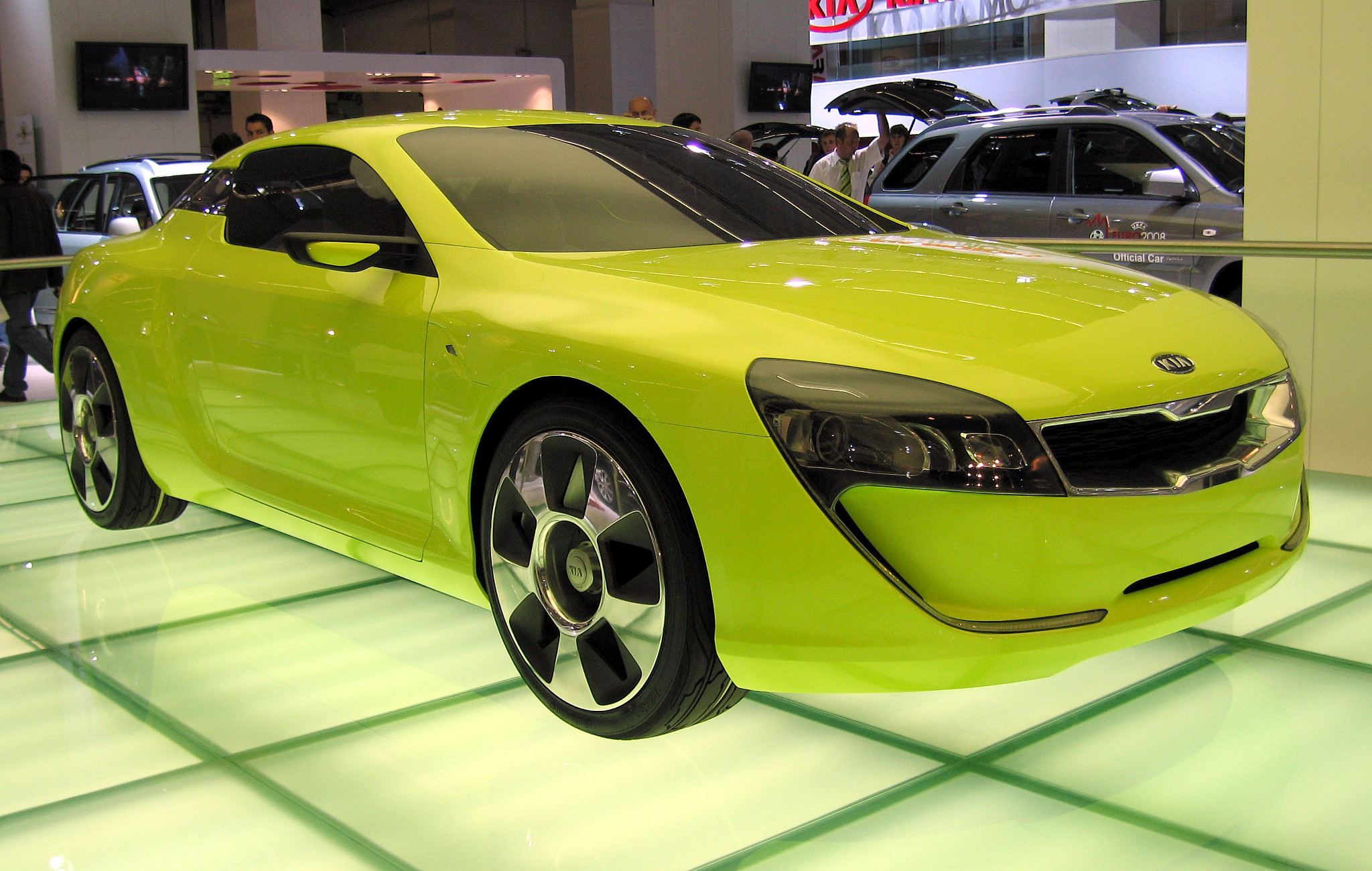
Der „Kia Kee“ auf der IAA 2007
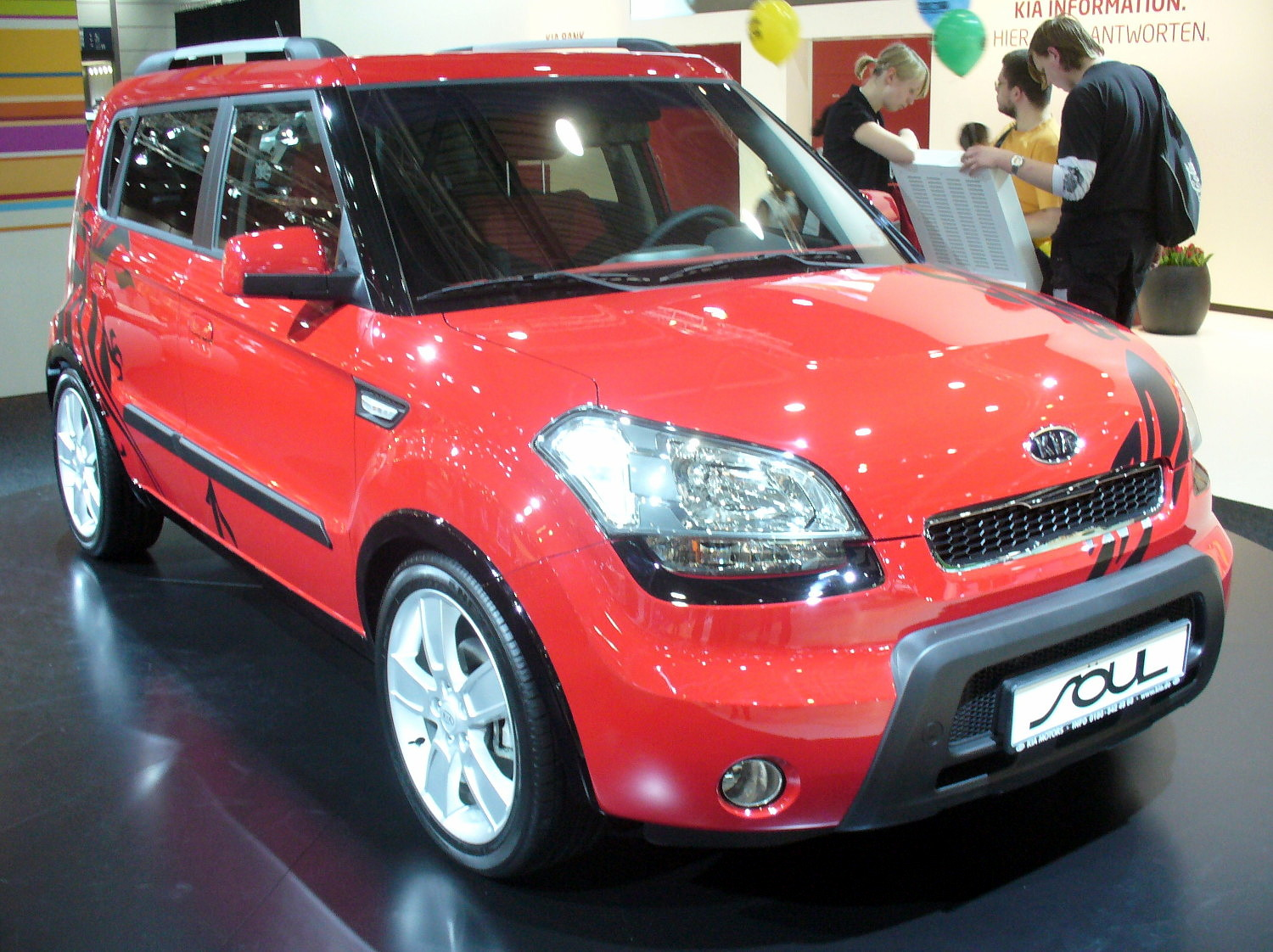
„Kia Soul“ in der Edition Burner
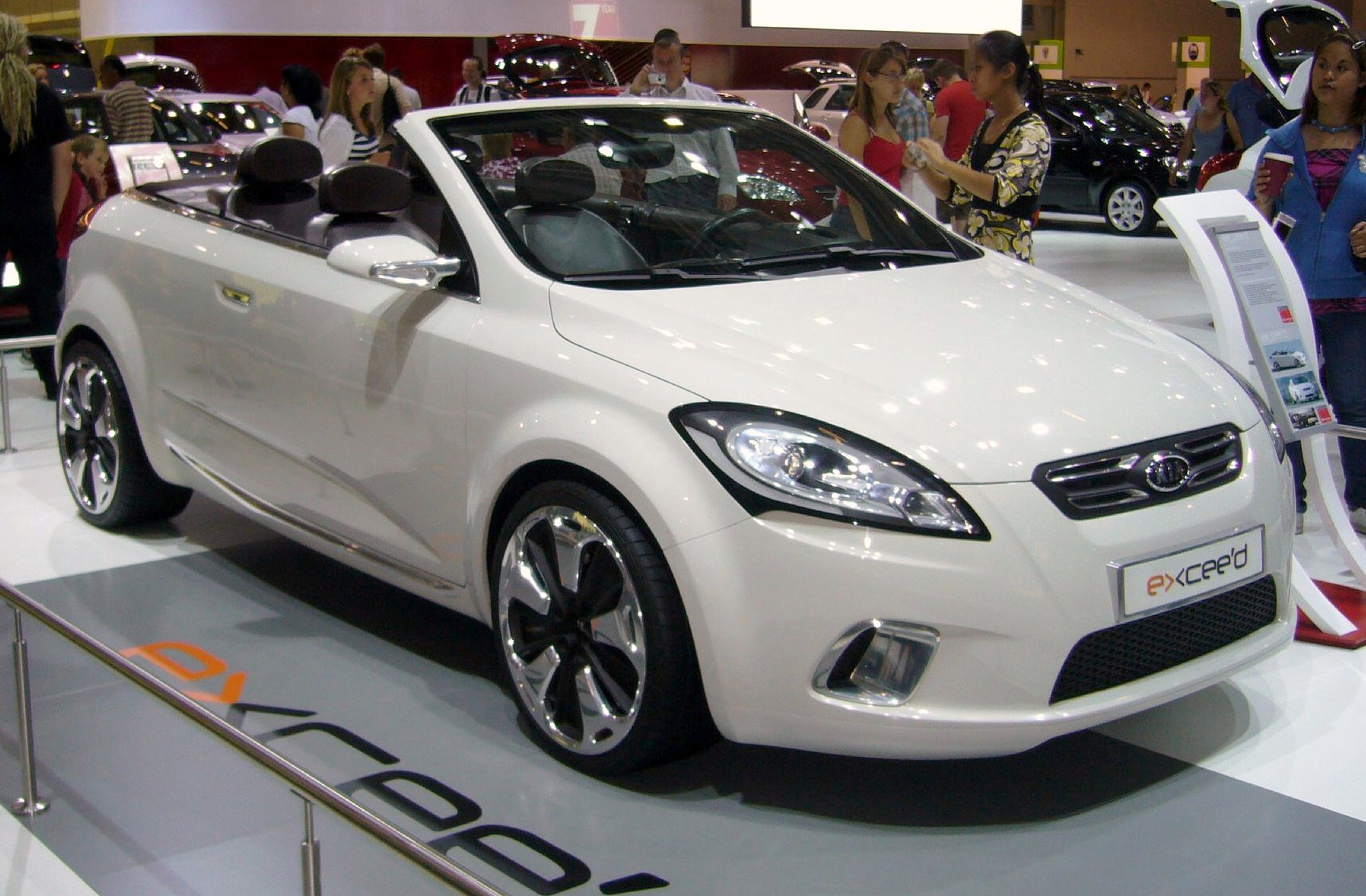
Die Cabriostudie „Kia ex_cee'd“, eine weitere Variante der cee'd-Familie